# Listă de zei din mitologia egipteană

Zeul solar Ra, acompaniat de Khepri

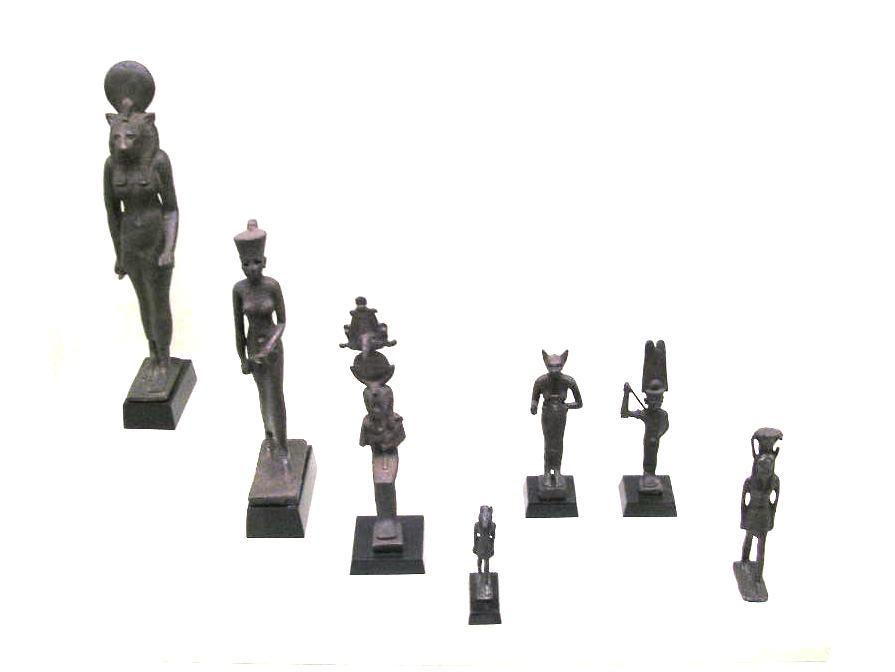
Vechi statui egiptene cu divinități.
Colecția Muzeului de Arheologie din Istanbul</br>

Aceasta este o listă de zei din mitologia egipteană.
Mitologia egipteană este numele dat unei serii de credințe ale locuitorilor din Egiptul antic, înainte de apariția creștinismului și islamului. Mitologia egipteană a durat aproximativ 3.000 de ani și este diferită de mitologia greacă și mitologia romană, acestea inspirându-se și din ea.

## Zei
- Amon sau Amon-Ra, Tatăl și Regele Zeilor; nu este totuna cu Ra, nu din toate punctele de vedere
- Anubis, Zeul Ținutului Sfânt, zeul ce ghida spiritele morților în lumea de dincolo
- Apis, zeu al fecundității, reprezentat printr-un taur alb cu pete negre
- Apophis, zeul-șarpe, răul în persoană; oamenii care pomeneau de el erau aspru pedepsiți
- Atum, zeul renașterii, este asociat cu scarabeul
- Bes, ocrotitorul familiilor și al oamenilor contra duhurilor rele și animalelor primejdioase
- Geb, un zeu antropomorf, personificând Pământul
- Hapi, era unul din cei patru fii ai lui Horus, protector al tronului lui Osiris pe lumea cealaltă
- Hnum, divinitate primordială, creatorul zeilor, a făurit și omul pe o roată de olărit
- Horus, zeu protector al Egiptului, este reprezentat cu cap de șoim
- Imhotep, om zeificat, arhitect regal, a construit prima piramidă (în trepte)
- Khonsu, zeul egiptean al Lunii
- Min, zeul fertilității masculine, protector al minelor și al agriculturii
- Nefertum, zeul nufărului primordial
- Nun, zeul râurilor
- Osiris, zeul vieții de apoi, al lumii de dincolo și al morților
- Ptah, patronul spiritual al meșteșugarilor, zeu creator, corpul său este mumificat
- Ra, personificarea soarelui, cel mai puternic din toți zeii
- Seth, stăpânul deșertului
- Sobek, zeul crocodil, al inundațiilor, cel care irigă câmpurile
- Sokar, zeul descompunerii și al întunericului
- Shu, zeu al aerului și al vântului
- Thot, zeu al cifrelor, al aritmeticii și al matematicii; are cap de ibis, dar animalul său reprezentativ este babuin

## Zeițe
- Ammit, zeița demon, mâncătoare de inimi
- Anput, zeița înmormântării și mumificării
- Anuket, zeița Nilului
- Bastet, zeița lunii și a fecundității, o femeie cu cap de pisică (niciodată cu cap de leoaică)
- Hathor, zeița dragostei, a familiilor și a recoltelor
- Heket, zeița-broască minoră a nașterii, a creației și a pământului
- Isis, zeița magiei și a vieții, a căsătoriei
- Kebechet, zeița îmbălsămării
- Maat, zeița adevărului, a dreptății și a armoniei cosmice
- Mut, zeița mamă, consoarta lui Amon
- Neith, zeița creatoare a lumii, mama zeului soare
- Nekhbet, zeița vultur, este ocrotitoarea Egiptului de Sus
- Nephthys, zeița apei
- Nut, zeița cerului
- Sekhmet, zeița leoaică, luptătoare, a fost apărătoarea faraonului până când acesta a înlocuit-o
- Taweret, zeița hipopotam, protectoare a nașterii
- Tefnut, zeița umezelii și a aerului cald și umed

## Cultul animalelor
| Zeitate        | Animal          |
| -------------- | --------------- |
| Ptah           | Taur            |
| Thot           | Ibis/Babuin     |
| Amun           | Berbec          |
| Horus/Ra       | Șoim/Uliu       |
| Bastet         | Pisică          |
| Anubis         | Șacal           |
| Sobek          | Crocodil        |
| Hathor         | Vacă            |
| Sekhmet        | Leu             |
| Nekhbet        | Vultur          |
| Ejo sau Wadjet | Cobră egipteană |
| Khepri         | Gândac scarabeu |
| Geb            | Gâscă egipteană |